# Dendrodoris kranjiensis
Dendrodoris kranjiensis is een slakkensoort uit de familie van de Dendrodorididae. De wetenschappelijke naam van de soort is voor het eerst geldig gepubliceerd in 1970 door Lim & Chou.